# Гильом II де Монпелье
Гильом (Гильем) II (окс. Guilhem II de Montpellier; около 1005 — ранее 1059) — второй сеньор Монпелье.
Племянник и преемник Гильома I — основателя династии, которому наследовал около 1025 года. Сын Трудгарды и её мужа Бернара, и неизвестно, кто из них был сестрой или братом Гильома I. Иногда Гильом II упоминается со вторым именем Бернар.
Около 1022 года женился на Бельярде, происхождение которой не выяснено. Известно двое их детей:
- Гильом III (ум. после 1068), сеньор Монпелье
- Гийлем Эмон, упом. 1080.

После смерти Гильома III сеньором Монпелье стал Бернар Гильом IV. Согласно Клоди Дюамель-Амадо (Claudie Duhamel-Amado) и Бомелю, он был младшим братом покойного, по мнению К. Сеттипани — его сыном.